# Killing With a Smile
Killing With A Smile es el primer álbum de estudio de la banda australiano de metalcore Parkway Drive. Se lanzó en septiembre de 2005 en Australia a través de Resist Records, y en septiembre de 2006 en los E.U. A través de Epitaph Records. Se produjo un video para "Smoke 'Em If Ya Got' Em".
Es el único álbum que presenta al bajista Shaun Cash.

## Lista de canciones
Todas las canciones escritas y compuestas por Parkway Drive. 
| N.º | Título                                                                                        | Duración |  |
| 1.  | «Gimme A D»                                                                                   | 3:31     |  |
| 2.  | «Anasasis (Xenophontis)»                                                                      | 3:31     |  |
| 3.  | «Pandora»                                                                                     | 3:58     |  |
| 4.  | «Romance Is Dead»                                                                             | 5:18     |  |
| 5.  | «Guns for Show, Knives for a Pro» (contiene clips de sonido de Die Hard 2)                    | 2:44     |  |
| 6.  | «Blackout»                                                                                    | 2:43     |  |
| 7.  | «Picture Perfect, Pathetic»                                                                   | 2:44     |  |
| 8.  | «It's Hard to Speak Without a Tongue»                                                         | 4:14     |  |
| 9.  | «Mutiny» (contiene clips de sonido de Pirates of the Caribbean: The Curse of the Black Pearl) | 3:17     |  |
| 10. | «Smoke 'Em If Ya Got 'Em» (re-recorded version)                                               | 3:40     |  |
| 11. | «A Cold Day in Hell»                                                                          | 4:01     |  |

## Posiciones
| Lista (2005)     | Posiciones |
| ---------------- | ---------- |
| Australia (ARIA) | 39         |

## Personal
Parkway Drive
- Winston McCall - voz principal
- Jeff Ling - guitarras
- Luke Kilpatrick - guitarras
- Shaun Cash - bajo
- Ben Gordon - batería